# Еритреја на Светском првенству у атлетици у дворани 2010.
Еритреја је учествовала на 13. Светском првенству у атлетици у дворани 2010. одржаном у Дохи од 12. до 14. марта трећи пут. Репрезентацију Еритреја представљаo је један атлетичар, који се такмичиo у трци на 3.000 метара.
На овом првенству такмичар Еритреје није освојио ни једну медаљу али је оборио национални и лични рекорд.

## Учесници
Мушкарци:
- Хаис Велдеј — 3.000 м

## Резултати

### Мушкарци
| Атлетичар   | Дисциплина | Лични рекорд | Квалификације  | Квалификације | Финале   | Финале  | Детаљи |
| Атлетичар   | Дисциплина | Лични рекорд | Резултат       | Место         | Резултат | Место   | Детаљи |
| ----------- | ---------- | ------------ | -------------- | ------------- | -------- | ------- | ------ |
| Хаис Велдеј | 3.000 м    | 7:50,12      | 7:45,44 КВ, НР | 5. у гр. 1    | 8:04,10  | 12 / 18 |        |